# Heinz-Günter Bongartz

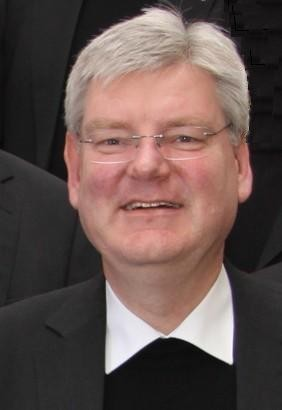
Heinz-Günter Bongartz (2010)

Heinz-Günter Bongartz (* 5. März 1955 in Gütersloh) war bis September 2024 Weihbischof im Bistum Hildesheim.

## Leben
Heinz-Günter Bongartz wuchs in Avenwedde auf. Nach der Realschule und dem Abitur an der Marienschule der Ursulinen in Bielefeld studierte er Philosophie an der Westfälischen Wilhelms-Universität in Münster und Katholische Theologie an der Julius-Maximilians-Universität Würzburg. Am 5. Juni 1982 empfing er im Hildesheimer Dom die Priesterweihe. Von 1982 bis 1986 war Bongartz Kaplan in der Pfarrei St. Elisabeth in Hildesheim und in Hameln, von 1986 bis 1988 Pastor in Hameln und Hemeringen, von 1988 bis 1993 Pfarrer der Pfarrei St. Elisabeth in Hameln und von 1993 bis 2006 Pfarrer der Pfarrei St. Oliver in Laatzen. Er war langjähriger Sprecher des Priesterrates im Bistum und leitete ab 1998 als Dechant das damalige Dekanat Hannover-Mitte/Süd. 2006 wurde er im Bischöflichen Generalvikariat Hildesheim Leiter der Hauptabteilung Personal/Seelsorge sowie residierender Domkapitular am Hildesheimer Dom.
Seit 1993 lehrte Heinz-Günter Bongartz Homiletik (Predigtlehre) an den Priesterseminaren in Hamburg, Osnabrück und Hildesheim.
Am 4. Dezember 2010 ernannte ihn Papst Benedikt XVI. zum Titularbischof von Bonusta und bestellte ihn in Nachfolge von Hans-Georg Koitz zum Weihbischof im Bistum Hildesheim. Die Bischofsweihe spendete ihm Bischof Norbert Trelle am 26. Februar 2011 in der Basilika St. Godehard in Hildesheim; Mitkonsekratoren waren die Weihbischöfe Nikolaus Schwerdtfeger und Hans-Georg Koitz.
Die Ämter des Beauftragten für Fragen des sexuellen Missbrauchs Minderjähriger durch Geistliche im Bistum Hildesheim (ab 2006) und die Geschäftsführung des bischöflichen Beraterstabs zu diesem Thema (ab 2007) sowie des Beauftragten für die Ständigen Diakone des Bistums (ab 2007) führt Bongartz auch als Weihbischof weiter.

Bischofswappen

Ab dem 7. Dezember 2014 war Bongartz Domdechant des Hildesheimer Doms. Die Leitung der Hauptabteilung Personal/Seelsorge im Bischöflichen Generalvikariat gab er ab. Mit Wirkung zum 1. Oktober 2016 ernannte Bischof Norbert Trelle Heinz-Günter Bongartz neben seinen übrigen Aufgaben auch zum Generalvikar des Bistums Hildesheim als Nachfolger für den erkrankten Werner Schreer. Während der Sedisvakanz 2017/18 des Diözesanadministrators war er dessen Ständiger Vertreter. Der neue Bischof Heiner Wilmer ernannte ihn wieder zum Generalvikar ab 1. September 2018. Das Amt des Generalvikars hat er am 27. Juni 2019 an Domkapitular Martin Wilk abgegeben.
In der Deutschen Bischofskonferenz war er Mitglied der  Kommission für Geistliche Berufe und Kirchliche Dienste, Kommission für Erziehung und Schule und Publizistische Kommission.

### Rücktritt
Anfang Juli 2024 reichte Heinz-Günter Bongartz beim Papst sein Rücktrittsgesuch aus gesundheitlichen Gründen ein. Zum 11. September 2024 nahm Papst Franziskus das vorzeitige Rücktrittsgesuch von Bongartz an. In der Regel sind Weihbischöfe bis zum 75. Geburtstag im Dienst. 
Laut Mitteilung des Bistums bat Wilmer Bongartz, sein Amt als Domdechant und Referent für die Orden bis zur Ernennung eines Nachfolgers weiter wahrzunehmen. Auch die für das Jahr 2024 vorgesehenen Termine zur Spendung der Firmung nahm er wahr.
Gegen Bongartz richten sich Vorwürfe von Missbrauchs-Betroffenen, in seiner Zeit als Personalchef im Bistum Hildesheim mit Fällen sexualisierter Gewalt falsch umgegangen zu sein. Bereits vor zwei Jahren  hatte die Betroffeneninitiative im Bistum den Rücktritt von Bongartz gefordert. Sie berief sich auf zwei Aufarbeitungsgutachten aus den Jahren 2017 und 2021. Zuletzt weigerte sich der Wolfenbütteler Pfarrer Matthias Eggers, Weihbischof Bongartz zur Firmung junger Menschen in seiner Gemeinde zu empfangen. Er beschuldigte Bongartz, als früherer Personalchef des Bistums einen inzwischen verstorbenen Ruhestandspriester in der Wolfenbütteler Gemeinde geduldet zu haben, obwohl dieser bekanntermaßen Kinder missbraucht haben soll. Ein vom Bistum Hildesheim in Auftrag gegebenes Gutachten zeigt jedoch auf, dass Weihbischof Bongartz keine Kenntnis von diesen Beschuldigungen hatte. Darüber hinaus fällt die Wohnortwahl von Ruhestandsgeistlichen nicht in die Zuständigkeit des Bistums, sondern wird privat und eigenständig von dem jeweiligen Ruhestandsgeistlichen getroffen.

## Wahlspruch und Wappen
Bongartz’ bischöflicher Wahlspruch ist sein Primizspruch Praedicamus Christum crucifixum („Wir verkünden Christus als den Gekreuzigten“ (1 Kor 1,23 )). Sein Wappen zeigt in senkrechter Teilung die Farben des Bistums Hildesheim Gelb und Rot. Im gelben Feld steht ein roter Hahn als das alte Symbol des „Weckrufers“ und somit Symbol für die Predigt und Predigtlehre, in der Bongartz lange Jahre tätig war, im roten Feld ein gelbes Bernwardskreuz.

## Schriften
- Österliche Lichtspuren. Don Bosco Verlag 2002, ISBN 3-76981347-2 (zusammen mit Georg Steins).
- Im Haus des Herrn will ich wohnen. Verlag Schnell + Steiner, Regensburg/Bernward Medien GmbH, Hildesheim 2020, ISBN 978-3-7954-3572-1.
- Im Anschauen Deines Bildes. Kreuzweg durch den Mariendom in Hildesheim. Verlag Schnell + Steiner, Regensburg/Bernward Medien GmbH, Hildesheim 2021, ISBN 978-3-7954-3593-6.
- Ich werfe mein Herz auf Gott und vertraue. Das Glaubensbekenntnis erklärt mit Kunstobjekten aus dem Dommuseum in Hildesheim. Verlag Schnell + Steiner, Regensburg/Bernward Medien GmbH, Hildesheim 2022, ISBN 978-3-7954-3762-6.
- Das Leben finden. Spurensuche auf dem Weg Jesu. Verlag Schnell + Steiner, Regensburg 2023, ISBN 978-3-7954-3899-9.